# Hans-Evert Renérius
Hans-Evert René Renérius, född 8 december 1941 i Habo, dåvarande Skaraborgs län, är en svensk lärare, präst och författare.

## Biografi
Renérius utbildade sig till folkskollärare i Linköping i början av 1960-talet. År 1964 deltog Renérius i Sveriges första skrivarkurs - på Biskops-Arnö 1964. År 1967 utbildade han sig till tennistränare på Bosön och året därpå till bandytränare, även det på Bosön.
Renérius är filosofie magister i nordiska språk och litteraturhistoria med poetik och historia, samt filosofie kandidat i samhällsvetenskapliga ämnen. Han har speciallärarutbildning från Lärarhögskolan i Mölndal och tvåårig utbildning vid S:t Lukas, Uppsala. Han blev teologie kandidat vid Lunds universitet 1975. 
Han har varit adjunkt inom vuxenutbildning i Göteborg, lektör för Bibliotekstjänst sedan 1976, litteraturkritiker sedan 1965 i en rad olika tidningar och tidskrifter, krönikör i Hallands Nyheter och kritiker i Nerikes Allehanda.

## Karriär

### Författare
Renérius skrev under 1959 sin första lyrik. Han inspirerades land annat av svenska poeter som Gunnar Ekelöf, Karl Vennberg, Erik Lindegren, Tomas Tranströmer, Sandro Key-Åberg, Elsa Grave och Ebba Lindqvist. 
Parallellt med studierna på 1960-talet var Renérius allmänreporter på tidningen Östgöten och publicerade sig under decenniet i olika tidningar och tidskrifter som Lyrikvännen, Horisont, Vår Lösen och som journalist på Lärartidningen/Svensk skoltidning Stockholm och Göteborgs Handels- och Sjöfartstidning, Göteborg.
Renérius debuterade 1964 i Debut 64 på Rabén & Sjögrens förlag  och har under 25 år (1959–1984) publicerat sig under sitt "pen name" Hans Evert René.
Han invaldes som medlem i Sveriges Författarförbund 1971 och är medlem Smålands författarförbund,  hedersledamot i Västsvenska författarsällskapet samt medlem i Författarcentrum Väst.  
Han har också inspirerats av utländska poeter som Saint-John Perse, Salvatore Quasimodo och Pablo Neruda. År 1971 debuterade han internationellt med diktsamlingen Poems.
På 1970-talet skrev han Klassrumsbilder, en redovisning av intryck från pedagogiskt arbete. År 1980 utgav han den ekologiska diktsamlingen Jag förbehåller mig rätten att lyssna med motiv från Lönneberga i Småland. Flera diktsamlingar har tillkommit i Eastbourne, England, bland annat Eastbournes stenar (1998). År 1997 publicerade han samlingen Sportlyrik, där olika idrottsgrenar beskrivs utifrån egen erfarenhet, såsom bandy, höjdhopp, tennis, bordtennis, utförsåkning och golf. Självbiografiska böcker är I gryningsljuset, en berättelse om det gamla Habo (2006), och Orgelmusik från Habo (2009). Essäsamlingen Exodus Stillwater (2009) behandlar framför allt utvandrareposet av Vilhelm Moberg och aktuella intryck efter vistelser i Stillwater, Minnesota. Övriga avsnitt behandlar Dan Andersson, Stig Carlson, Göran Palm, Göran Sonnevi, Lars Norén, Sonja Andersson, Simone Weil, Franz Kafka och Jean-Marie Gustave Le Clézio.

### Kyrkoherde
Renérius är prästvigd och har tjänstgjort som kyrkoherde till sin pensionering.

### Utgåvor i eget namn
- René, Hans Evert; Allwood Martin, Richards Charles (1971) (på engelska). Poems. Contemporary Swedish poetry in English. Manuscript series, 99-0843961-8 ; 1. Mullsjö: Anglo-American Center. Libris 2017640
- René, Hans Evert (1973). Vi måste lära-: dikter. Göteborg: Renés kulturservice. Libris 1555197
- René, Hans Evert (1974). Poesin är du: dikter. Göteborg: Renés kulturservice. Libris 1555193
- René, Hans Evert (1977). Publicerade dikter 1959-1974. [Lerum]: [H.-E. Renérius]. Libris 2390481
- René, Hans Evert (1980). Jag förbehåller mig rätten att lyssna ---: dikter. Laholm: Settern. Libris 7649557. ISBN 91-7586-044-9
- Renérius, Hans-Evert (1980). Bönsöndag till bönsöndag: ett år med bönen i Guds tjänst. [Lerum]: [Förf.]. Libris 7791233. ISBN 91-970367-0-6
- René, Hans Evert (1983). Klassrumsbilder: dikter. [Lerum]: [Renés kulturservice]. Libris 7791234. ISBN 91-970367-1-4
- Renérius, Hans-Evert (1987). Gud är ljus: [meditationer i bilden av Gud]. [Lerum]: [Renérius]. Libris 7791235. ISBN 91-970367-2-2
- Renérius, Hans-Evert (1987). Livsnära: andakter, böner, dikter. Stockholm: Verbum. Libris 7411234. ISBN 91-526-1484-0
- Renérius, Hans-Evert (1992). Ny horisont: uppleverlser, intryck. [Lerum]: [H.-E. Renérius]. Libris 2390472
- Renérius, Hans-Evert (1993). Historia, nutid: texter, teckningar. [Lerum]: [H.-E. Renérius]. Libris 2390468
- Renérius, Hans-Evert (1993). Svanarna i Princes Park och tankar vid Beachy Head utanför staden vid vattnet: dikter, teckningar. [Lerum]: [H.-E. Renérius]. Libris 2390464
- Lindsten, Rune; Renérius Hans-Evert (1994). Jag funnit ett hem. Klockrike: Noteria. Libris 1992422
- Renérius, Hans-Evert (1995). Plötsligt, denna natt!: [dikten om Olof Palme och andra dikter]. Lerum: Renérius. Libris 7791236. ISBN 91-970367-3-0
- Renérius, Hans-Evert (1997). Sportlyrik: dikter. Lerum: Renérius. Libris 7791237. ISBN 91-970367-4-9
- Renérius, Hans-Evert (1998). Eastbournes stenar: dikter från Seaford Road. Grythyttan: Renérius. Libris 7791238. ISBN 91-970367-5-7
- Renérius, Hans-Evert (2000). 100 dikter om liv!. Grythyttan: Renérius. Libris 7791239. ISBN 91-970367-6-5 Nyutgåva Dejavu 2010.
- Renérius, Hans-Evert (2006). I gryningsljuset: en berättelse : prosa, dikt. Falkenberg: Renérius. Libris 10242857. ISBN 91-976054-0-9
- Renérius, Hans-Evert (2009). Orgelmusik från Habo (1. uppl.). Norsborg: Recito. Libris 11692969. ISBN 978-91-86407-65-0
- Renérius, Hans-Evert (2009). Exodus Stillwater: en resa i Vilhelm Mobergs ord och spår och andra essayer (1. uppl.). Borås: Recito. Libris 11439296. ISBN 978-91-86207-46-5
- Renérius, Hans-Evert (2010). Dagar i Athen: grekiska dikter (1. uppl.). Norsborg: Recito. Libris 11786685. ISBN 978-91-86539-22-1
- Renérius, Hans-Evert (2011). Från Lönneberga till Jerusalem (1. uppl.). Norsborg: Recito. Libris 12191119. ISBN 978-91-86819-34-7
- Renérius, Hans-Evert (2012). Lyrik i Småland. Antologi. Smålands författarsällskap 50 år, 2012. Skriftserie 15. s 72-73.
- Renérius, Hans-Evert (2012). Från vinter till höst - en poetisk bildkavalkad, 2013. Tillsammans med fotograf Bosse Landberg, Filipstad.
- Renérius, Hans-Evert (2015). Rapport från ett skrivarliv. Författares bokmaskin.
- Renérius, Hans-Evert (2015). Habo kommun - i ord och bild fram till år 2015. s 16-27, 184, 369, 432-433, 438-439.  Medlem av redaktionen.
- Renérius, Hans-Evert (2016). Habo - Jönköping, tur och retur.
- Renérius, Hans-Evert (2018). Aspenäs kyrka. En mötesplats vid aspens strand. Lerum. s 18-24.
- Renérius, Hans-Evert (2018). Kärlek i Småland. Smålands Författarsällskap s. 142-143.
- Renérius, Hans-Evert (2019). Dikter till Ulla. Den sista tiden.
- Renérius, Hans-Evert (2020). Habo historia. Från urtid till framtid.
- Renérius, Hans-Evert (2020). Möten i Småland. Smålands Författarsällskap s. 95-99.

Översatt till andra språk: 
1. Poems. (1971). Anglo American Center.
2. 181/2 Ausländer. (1979) Antologi. Bläschke Verlag. St. Michael.
3. 8+8 Extranjeros. (1980) Antologi Costa-Amic. Mexico.
4. Scandinavian Poetry. (1981) Antologi. Part II, poems from *Denmark och Sweden.
5. Modern Scandinavian Poetry 1900-1980 (1986). Eagley Books International.
6. Grannens ord 1. Dikter (1994). Svensk poesi i persisk tolkning av Sohrab Mazandrani.
7. The Georgian Blue Potry Society. (1998). antologi. The Last Verse. Ontario USA, 1999.
8. Poesi Suecia contemporana. (2011). antologi. Edicion y traduccion Hebert Abimorad. Edicionens Baile del Sol. Apdo Correos. Tenerife. Islas Canarias.